# Mansoura, Algérie
Mansoura là một đô thị thuộc tỉnh Bordj Bou Arréridj, Algérie. Dân số thời điểm năm 2002 là 19.979 người.